# Фудбалска лига ветерана ЗВО-а
Фудбалска лига ветерана Заједничког већа општина (хрв. Nogometna liga veterana Zajedničkog vijeća općina) је фудбалско такмичење ветеранских секција фудбалских клубова са подручја источне Хрватске, у организацији Заједничког већа општина. Такмичи се 11 клубова чију етничку структуру претежно чини Срби из Хрватске.
Такмичење се одвија у два дела: лигашки и завршни турнир (плејоф). У лигашком делу тимови међусобно играју два пута, док прве четири екипе иду на завршни турнир. Завршни турнир се одиграва на стадиону шампиона лиге где се први дан утакмице играју по принципу први са четвртим и други са трећим, да би други дан биле одигране утакмице за првака и за треће место.

## Клубови
| Клуб         | Прва сезона | Место          |
| ------------ | ----------- | -------------- |
| Синђелић     |             | Трпиња         |
| Негославци   |             | Негославци     |
| Вутекс Слога |             | Вуковар        |
| Слога        |             | Борово         |
| Бршадин      |             | Бршадин        |
| Младост      |             | Караџићево     |
| Даљ          |             | Даљ            |
| Хајдук Мирко |             | Мирковци       |
| Борац        |             | Бобота         |
| БСК          |             | Бијело Брдо    |
| Борац        |             | Шидски Бановци |

Напомена: Борац из Шидских Бановаца није учествовао од 2007. до 2012. године и у том периоду лига је бројала 10 клубова

### Ранији учесници
- 4. јул Угљеш
- Црвена звезда Силаш/Палача
- Видор Сремске Лазе
- Челик Габош

## Досадашњи победници
- 2006/07. Негославци[1]
- 2011/12. Синђелић Трпиња[2]
- 2012/13. Синђелић Трпиња[3]
- 2014/15. Синђелић Трпиња

## Извори и спољашње везе
- Лига ветерана на службеним страницама Заједничког већа општина

1. ↑  Радио Борово - Најбољи фудбалски ветерани Негославаца
2. ↑  Извор (лист Заједничког већа општина) #71[мртва веза]
3. ↑  Видео: Хроника Славоније, Барање и западног Срема #156